# Allocosa testacea
Allocosa testacea este o specie de păianjeni din genul Allocosa, familia Lycosidae, descrisă de Roewer, 1959. Conform Catalogue of Life specia Allocosa testacea nu are subspecii cunoscute.